# Кулиш, Александра Михайловна
Алекса́ндра Миха́йловна Кули́ш (урождённая Белозе́рская, 23 апреля [5 мая] 1828 год — 20 июня [6 июля] 1911 год) — украинская писательница.

## Биография
Родилась на хуторе Мотроновка, под Борзной, Черниговской губернии. В её аристократической семье соблюдались украинские обычаи и использовался народный язык. Обучение её начиналось с крепостного слуги, который считал необходимым применение розги. Однако её мать, узнав об этом, прекратила эту практику и взяла образование дочери в свои руки.
Когда Александре исполнилось семь лет, умер её отец. Мать, обременённая восемью детьми и всем хозяйством, отправила дочь к своей приятельнице О. И. Козиковой. Здесь прожила Леся до 12 лет, обучаясь вместе с детьми Козиковой и узнавая народную поэзию по произведениям Котляревского, Гулак-Артемовского и В. Забилы.
Однако, после смерти Козиковой, Александра вернулась к матери и до своего 18-летия помогала ей по хозяйству. Отсюда она почерпнула знание быта и нравов простых людей, которое впоследствии проявилось в её произведениях.
Вероятнее всего, в гостях у её родственника Тимковского, произошло её знакомство с П. А. Кулишем. 22 января 1847 года была сыграна свадьба, на которой шафером был Т. Шевченко.

## Литературная деятельность
Ганна Барвинок (литературный псевдоним Александры Кулиш) появилась в литературе довольно поздно, лишь в 1860 году. Утверждают, что к писательству побудил её пример Марии Маркович (Марко Вовчок).
Повести «Лихо не без добра» и «В осени лето» были напечатаны в альманахе «Хата».
В 1861 году под псевдонимом А. Нечуй-Ветер были изданы три повести:
- «Сиритський жаль»
- «Не було змалку, не буде й до останку»
- «Хатне лихо»

В 1862 году под псевдонимом Барвинок вышла в «Основе» её повесть «Наш дид и пип». Затем печатались:
- «Домонтар» («Правда», Львов, 1869)
- В альманахе «Руська Хата», 1877:
  - «Трудящий шукае долю, а доля шукае трудящого»
  - «Чорт у крепацтве»
- «Квитки с сльозами, сльозы з квитками» («Рада», Киев, 1884)
- В издании «Перший винок», Львов, 1887:
  - «Перемогла!»
  - «Жиноче бидуванне»
- «Пьяныця» («Складка». Альманах. Харьков, 1887)
- «Вирна пара» (иллюстр. календ. товарищества «Просвета» на 1886)
- «Подожна пара» («Дзвонок», Львов, 1890)

Кроме того, Барвинок написала шесть этнографического характера рассказов на русском языке, напечатанных в «Киевской старине» (1888, № 6 и 12, 1889, № 7):
- «С Волыни» (1861);
- «С дороги» (1861);
- «Жизнь в одном селе» (1862) — автобиографический;
- «Молотники» (1888);
- «Половинщик» (1888);
- «Русалка» (1889).

В некоторых произведениях, например в «Не було змалку, не буде й до останку» Ганна Барвинок подражала М. Маркович. Повесть «Домонтар», изображение тихой домашней жизни — более самостоятельна.
Произведения, в основу которых были положены народные истории («Трудящий шукае долю, а доля шукае трудящого», «Чорт у крепацтве», «Пьяныця», «Перемогла!», «Жиноче бидувание») лучше удавались Ганне Барвинок.
Некоторые критики считают выдающейся повесть «Вирна пара», отмечая, однако, совершенную её неправдоподобность; гораздо выше уровень повести «Перемогла!», в основу которой положены слова песни: «Батько милый, маты мила, дружина милійшы».
Хорошо написаны также её рассказы на русском языке.